# Yu Yu Hakusho – archiwum duchów
Yu Yu Hakusho – archiwum duchów (jap. 幽☆遊☆白書 Yū Yū Hakusho) – manga autorstwa Yoshihiro Togashiego, publikowana od grudnia 1990 do lipca 1994 na łamach magazynu „Shūkan Shōnen Jump” wydawnictwa Shūeisha, a następnie wydana w formie 19 tomów tankōbon. W Polsce prawa do dystrybucji mangi nabyło wydawnictwo Japonica Polonica Fantastica.
Na podstawie mangi studio Pierrot wyprodukowało anime, które składa się z czterech sezonów. Seria zdobyła na świecie wielką popularność. Autorzy obecnie popularnych mang (jak Naruto czy One Piece) przyznają, że czerpali z niej inspirację do własnej twórczości.

## Fabuła
Yusuke Urameshi jest nastoletnim chuliganem, który ginie ratując chłopca przed potrąceniem przez samochód. Jego nagła śmierć wywołuje zamieszanie w zaświatach, ponieważ nie przygotowano dla niego jeszcze miejsca ani w niebie, ani w piekle. W związku z tym otrzymuje on szansę na powrót do życia. Po udanym zmartwychwstaniu Yusuke zostaje detektywem zaświatów, odpowiedzialnym za rozwiązywanie spraw związanych z demonami i zjawami w świecie ludzi.

## Bohaterowie
- Yusuke Urameshi (jap. 浦飯 幽助 Urameshi Yūsuke)

Seiyū: Nozomu Sasaki 
- Kazuma Kuwabara (jap. 桑原 和真 Kuwabara Kazuma)

Seiyū: Shigeru Chiba 
- Kurama (jap. 蔵馬)

Seiyū: Megumi Ogata (zwykła forma), Shigeru Nakahara (forma demona) 
- Hiei (jap. 飛影)

Seiyū: Nobuyuki Hiyama 
- Keiko Yukimura (jap. 雪村 螢子 Yukimura Keiko)

Seiyū: Yuri Amano 
- Botan (jap. ぼたん)

Seiyū: Sanae Miyuki 
- Genkai (jap. 幻海)

Seiyū: Hisako Kyōda, Megumi Hayashibara (dziecko) 
- Koenma (jap. コエンマ)

Seiyū: Mayumi Tanaka 

## Produkcja
Autor Yoshihiro Togashi stwierdził, że rozpoczął pracę nad Yu Yu Hakusho w okresie około listopada 1990, choć zapomniał dokładnego czasu. W związku z zakończeniem publikacji swojej komedii romantycznej Ten de shōwaru Cupid w „Shūkan Shōnen Jump”, a także czując się nieco onieśmielony przez niektórych z bardziej popularnych autorów w tamtym czasie, Togashi zdał sobie sprawę, że będzie musiał stworzyć serię o walkach, aby zyskać zarówno popularność, jak i napisać coś, co lubi. Jako fan filmów okultystycznych i horrorów, chciał stworzyć nową mangę opartą na swoich zainteresowaniach. Togashi opublikował wcześniej detektywistyczną mangę o okultyzmie zatytułowaną Occult tanteidan, której pozytywny odbiór przez czytelników uznał za powód do dalszego tworzenia. Po rozpoczęciu prac nad Yu Yu Hakusho, nie miał jasnego pomysłu na to, jak chciałby nazwać serię. Użył wstępnego tytułu „Yurei ningen”, prezentując wstępne szkice swoim redaktorom. Po otrzymaniu zgody na rozpoczęcie publikacji, Togashi zaproponował tytuł „Yu Yu-Ki” (Kroniki duchów), ponieważ miałyby się tam odbywać bitwy z demonami i byłaby to gra słów nawiązująca do SaiYu-Ki. Jednak wydawana była już seria o podobnej nazwie (Chin-Yu-Ki), więc Togashi szybko stworzył alternatywę: „Yu Yu Hakusho” (Raport duchów). Skomentował, że mógł użyć „den” (legenda) lub „monogatari” (historia), ale „hakusho” (raport) było pierwszą rzeczą, która przyszła mu do głowy. Imiona głównych bohaterów tworzył na bieżąco, przeglądając słownik i wybierając znaki kanji, które wydawały mu się atrakcyjne. „Yusuke Urameshi” to kalambur, „Kazuma Kuwabara” to połączenie imion dwóch profesjonalnych graczy w baseball, a „Hiei” i „Kurama” to „po prostu imiona, które przyszły [Togashiemu] do głowy”. Kiedy wprowadzał tych dwóch bohaterów w trzecim tomie, autor miał wczesne plany, aby uczynić Kuramę głównym bohaterem, ale nie był pewien co do Hieia.
Przejście od fikcji detektywistycznej z elementami okultystycznymi do gatunku sztuk walki po śmierci Yusuke i odrodzeniu we wczesnych rozdziałach było planowane przez Togashiego od samego początku. Zaczerpnął ten pomysł z serii Kinnikuman, która rozpoczęła się w dużej mierze jako komedia, zanim skoncentrowała się bardziej na akcji. Intencją Togashiego było wprowadzenie głównych bohaterów i zapoznanie z nimi czytelnika przed umieszczeniem ich w pełnych napięcia, fizycznych konfliktach. Jego ówczesny redaktor był zdenerwowany tym, że rozpoczął mangę w ten sposób i zalecił mu przejście do fabuły skoncentrowanej na bitwach po około 30 rozdziałach. Yu Yu Hakusho zapożycza wiele elementów z azjatyckiego folkloru, zwłaszcza buddyjskich wierzeń w życie pozagrobowe. Togashi wymyślił koncepcję Ningenkai (świat ludzi), Reikai (zaświaty) i Makai (świat demonów) jako równoległych płaszczyzn istnienia w uniwersum mangi. Myślał o nich jako o miejscach, między którymi nie można łatwo podróżować za pomocą nowoczesnej technologii, ale raczej jako o duchu pozbawionym materialnego ciała. Jednak pomysł na moce „terytorium” z wątku Sensui został sparodiowany z osobnego, niewymienionego z nazwy dzieła Yasutaki Tsutsuia. Jeśli chodzi o materiały do rysowania, Togashi używał tuszu kreślarskiego oraz piór Kabura przez cały okres tworzenia serii. Choć jego styl rysunku początkowo opierał się na stosowaniu tonów ekranu, z biegiem czasu ewoluował w kierunku minimalizmu. W miarę rozwoju serii rysował postacie i twarze w bardzo szczegółowy sposób lub „kreskówkowo, szkicowo i dynamicznie”, gdy chciał uzyskać takie efekty.
W czasie pracy nad Yu Yu Hakusho, Togashi obliczał swój czas wolny w oparciu o formułę czterech godzin na stronę bez scenariusza i pięciu godzin snu w nocy. W swoim dōjinshi Yoshirin de pon! napisał, że wstrzymał produkcję Yu Yu Hakusho z egoizmu. Autor pierwotnie chciał zakończyć mangę w grudniu 1993, w kulminacyjnym momencie wątku Sensui. Pomimo braku wyraźnych żądań ze strony redakcji, Togashi był pod ogromnym stresem osobistym w pewnych momentach trwania serii, szczególnie podczas ostatnich sześciu miesięcy jej publikacji. Twierdził, że począwszy od wątku Mrocznego Turnieju, nieregularny sen spowodowany przepracowaniem powodował u niego problemy zdrowotne. Zaznaczył również, że był bardzo chory podczas pracy nad kolorowymi stronami do walki Yusuke z Chu. Było też wiele przypadków, w których sam tworzył prawie całe rękopisy, takie jak spotkanie Yusuke z Raizenem i bitwa między Kuramą a Karasu. Redaktorzy próbowali skłonić Togashiego do ponownego rozważenia wstrzymania Yu Yu Hakusho, choć uzasadniał on swoją decyzję stwierdzeniem, że zostanie ona po prostu zastąpiona inną popularną serią. Togashi odetchnął z ulgą po zakończeniu mangi. Autor twierdził, że nie był zaangażowany w produkcję adaptacji anime ze względu na własny harmonogram pracy. Stwierdził także, że był pod wielkim wrażeniem głosowego przedstawienia Kuwabary przez Shigeru Chibę, przyznając, że aktor głosowy rozumiał postać lepiej niż on sam.

## Manga
Seria ukazywała się w magazynie „Shūkan Shōnen Jump” wydawnictwa Shūeisha od 3 grudnia 1990 do 25 lipca 1994. Manga składa się z 175 rozdziałów, które zostały skompilowane do 19 tankōbonów, z których pierwszy został wydany 10 kwietnia 1991, a ostatni 12 grudnia 1994. Od 4 sierpnia 2004 do 4 marca 2005 wydawana była edycja kanzenban. Każdy z 15 tomów kanzenban ma nową okładkę i więcej rozdziałów niż wydanie tankōbon. Między 18 listopada 2010 a 18 października 2011 ukazywała się również edycja bunkoban.
W Polsce edycja kanzenban ukazuje się nakładem wydawnictwa Japonica Polonica Fantastica od 16 czerwca 2023.

## Anime
Adaptacja anime została wyreżyserowana przez Noriyukiego Abe i współprodukowana przez stację Fuji TV, Yomiko Advertising i studio Pierrot. Seria, składająca się ze 112 odcinków, była emitowana od 10 października 1992 do 17 grudnia 1994 na antenie Fuji TV. Wersja anime różni się od materiału źródłowego, zawierając różne poziomy przemocy i wulgaryzmów, a także drobne różnice w stylu artystycznym. W Polsce serial dostępny jest za pośrednictwem platformy Netflix pod tytułem Yu Yu Hakusho: Ghost Files.
Seria 6 odcinków OVA zatytułowana Eizou Hakusho (jap. 映像白書) została wydana w Japonii na kasetach VHS w latach 1994–1996. Dwa nowe odcinki OVA ukazały się w Japonii 26 października 2018 wraz wydaniem serii na Blu-ray. Jest to adaptacja bonusowego rozdziału „Two Shots” z siódmego tomu mangi oraz przedostatniego rozdziału mangi „Noru ka soru ka”.

### Ścieżka dźwiękowa
| Nr             | Tytuł                                                           | Wykonawca        | Źródło   |
| Czołówka       | Czołówka                                                        | Czołówka         | Czołówka |
| -------------- | --------------------------------------------------------------- | ---------------- | -------- |
| 1              | „Hohoemi no bakudan” (jap. 微笑みの爆弾)                        | Matsuko Mawatari | [ 32 ]   |
| Napisy końcowe |                                                                 |                  |          |
| 1              | „Homework ga owaranai” (jap. ホームワークが終わらない)          | Matsuko Mawatari | [ 32 ]   |
| 2              | „Sayonara ByeBye” (jap. さよならＢｙｅＢｙｅ)                   | Matsuko Mawatari | [ 32 ]   |
| 3              | „Daydream Generation”                                           | Matsuko Mawatari | [ 32 ]   |
| 4              | „Unbalance na Kiss o shite” (jap. アンバランスなＫｉｓｓをして) | Hiro Takahashi   | [ 32 ]   |
| 5              | „Taiyō ga mata kagayaku toki” (jap. 太陽がまた輝くとき)         | Hiro Takahashi   | [ 32 ]   |

## Filmy
Na podstawie serii powstały dwa filmy animowane, oba z oryginalną fabułą, która nie jest kanoniczna dla mangi. Pierwszy, zatytułowany po prostu Yū Yū Hakusho, został wydany w Japonii 10 lipca 1993 w ramach sezonowego festiwalu filmowego. Drugi film, zatytułowany Yū Yū Hakusho: Meikai shitō hen – honō no kizuna (jap. 幽☆遊☆白書 冥界死闘篇 炎の絆), miał premierę w japońskich kinach 9 kwietnia 1994.